# 民主國家共同體
民主國家共同體 (英語：Community of Democracies, C.O.D) 是成立于2000年的國際組織。其目标是将政府、公民社会和私营部门聚集在一起，共同致力于支持民主规则，扩大政治参与，促进和保护民主自由，加强世界各地的民主规范和制度。

## 历史
民主國家共同體于2000年6月25日至27日在波兰政府主办的华沙首届两年一度的部长级会议上成立。这一倡议由波兰外交部长布罗尼斯瓦夫·格雷梅克和美国国务卿马德琳·奥尔布赖特以及智利、捷克共和国、印度、马里、葡萄牙和韩国等六个国家政府共同发起。共有106个国家签署了宣言。
在会议结束时，与会政府签署了华沙宣言，同意尊重和维护核心民主原则和实践，包括自由公平的选举、言论和表达自由、平等接受教育、法治以及和平集会自由等。
目前，理事会由以下成员国组成：阿根廷、加拿大、智利、哥斯达黎加、萨尔瓦多、爱沙尼亚、芬兰、格鲁吉亚、危地马拉、匈牙利、印度、意大利、日本、立陶宛、马里、墨西哥、蒙古、摩洛哥、尼日利亚、北马其顿、挪威、 波兰、葡萄牙、韩国、罗马尼亚、瑞典、英国、美国和乌拉圭。